# Liste der Baudenkmale in Großbeeren
In der Liste der Baudenkmale in Großbeeren sind alle Baudenkmale der brandenburgischen Gemeinde Großbeeren und ihrer Ortsteile aufgelistet. Grundlage ist die Veröffentlichung der Landesdenkmalliste mit dem Stand vom 31. Dezember 2022.

## Baudenkmale in den Ortsteilen
In den Spalten befinden sich folgende Informationen:
- ID-Nr.: Die Nummer wird vom Brandenburgischen Landesamt für Denkmalpflege vergeben. Ein Link hinter der Nummer führt zum Eintrag über das Denkmal in der Denkmaldatenbank. In dieser Spalte kann sich zusätzlich das Wort Wikidata befinden, der entsprechende Link führt zu Angaben zu diesem Denkmal bei Wikidata.
- Lage: die Adresse des Denkmales und die geographischen Koordinaten. Link zu einem Kartenansichtstool, um Koordinaten zu setzen. In der Kartenansicht sind Denkmale ohne Koordinaten mit einem roten beziehungsweise orangen Marker dargestellt und können in der Karte gesetzt werden. Denkmale ohne Bild sind mit einem blauen bzw. roten Marker gekennzeichnet, Denkmale mit Bild mit einem grünen beziehungsweise orangen Marker.
- Bezeichnung: Bezeichnung in den offiziellen Listen des Brandenburgischen Landesamtes für Denkmalpflege. Ein Link hinter der Bezeichnung führt zum Wikipedia-Artikel über das Denkmal.
- Beschreibung: die Beschreibung des Denkmales
- Bild: ein Bild des Denkmales und gegebenenfalls einen Link zu weiteren Fotos des Baudenkmals im Medienarchiv Wikimedia Commons

### Diedersdorf
| ID-Nr.                           | Lage                      | Bezeichnung                                                                                                 | Beschreibung | Bild                  |
| -------------------------------- | ------------------------- | --- | --- | --------------------- |
| 09106248                         | Alte Dorfstraße 42 (Lage) | Gehöft, bestehend aus Wohnhaus, zwei Stallgebäuden, Scheune, Hofpflasterung und straßenseitiger Einfriedung | Östlich vom Gutshaus Diedersdorf. Die meisten Gebäude entstanden um das Jahr 1870. Zwei Stallgebäude auf den Seiten des Hofes und eine 1945 teilweise zerstörte Scheune auf der Rückseite gehören zum Anwesen. Es steht leer (Stand April 2016). | weitere Bilder        |
| 09106249 Teilobjekt zu: 09106248 | Alte Dorfstraße 42 (Lage) | Wohnhaus | Das Wohnhaus ist ein eingeschossiger, achtachsiger Bau mit Satteldach, straßenseitige Einfriedung, Staketenzaun, Schmiedeeisen. | Wohnhaus              |
| 09106250 Teilobjekt zu: 09106248 | Alte Dorfstraße 42 (Lage) | Stall / Kuhstall                                                                                            | Der Stall befindet sich auf der rechten Hofseite. | Stall / Kuhstall      |
| 09106251 Teilobjekt zu: 09106248 | Alte Dorfstraße 42 (Lage) | Stall / Schweinestall                                                                                       | Der Stall befindet sich auf der linken Hofseite. | Stall / Schweinestall |
| 0910 Teilobjekt zu: 09106248     | Alte Dorfstraße 42 (Lage) | Scheune | Die Scheune befindet sich auf der Rückseite des Hofes. | Scheune               |
| 09105675                         | (Lage)                    | Dorfkirche                                                                                                  | Die evangelische Kirche stammt aus der Hälfte des 14. Jahrhunderts. Der Turm wurde später dazugebaut. Im Inneren ein Ölgemälde von Abraham Bloemaert aus dem Jahre 1640. Es zeigt die Anbetung der Hirten.                                       | weitere Bilder        |
| 09105293                         | Kirchplatz 5 (Lage)       | Gutshaus mit Taubenhaus                                                                                     | Das Gutshaus wurde Ende des 18. Jahrhunderts errichtet und wird im 21. Jahrhundert als Hotel genutzt. Das Taubenhaus auf dem Gutshof stammt aus der zweiten Hälfte des 19. Jahrhunderts.                                                         | weitere Bilder        |
| 09106707 Teilobjekt zu: 09105293 | Kirchplatz 6 (Lage)       | Taubenhaus                                                                                                  | | Taubenhaus            |

### Großbeeren
| ID-Nr.                                    | Lage                             | Bezeichnung | Beschreibung | Bild                                                           |
| ----------------------------------------- | -------------------------------- | --- | --- | -------------------------------------------------------------- |
| 09105687 Wikidata                         | (Lage)                           | Rieselfeldanlage (südwestlich der Ortslage), bestehend aus Klärbecken, Standrohr, zwei Absetzbecken, Schlägen und einzelnen Tafeln, Bewässerungsgräben, Nachklärteich, Gehölzbestand entlang der Erschließungswege, der Bewässerungsgräben und um Standrohr, Nachklärteich sowie Klär- und Absetzbecken | Die Rieselfeldanlage befindet sich südwestlich der Ortslage von Großbeeren, unmittelbar angrenzend an die Bebauung entlang der Straße nach Sputendorf. Datierung 1881 & 1901. | weitere Bilder                                                 |
| 09106875 Teilobjekt zu: 09105687          | (Lage)                           | Standrohr | Das Standrohr (Höhe 9 m) befindet sich am höchsten Punkt des Geländes. Mit Hilfe eines Schwimmers innerhalb und einer Signallampe außerhalb des Rohres bekam der Rieselwärter Auskunft über Füllstand und Druckpegel. | Standrohr                                                      |
| 09106876 Teilobjekt zu: 09105687          | (Lage)                           | Absetzbecken bzw. Absatzbecken | Im Absetzbecken musste der Klärschlamm regelmäßig händisch entfernt werden, um eine dauerhafte Schlammschicht zu verhindern. | Absetzbecken bzw. Absatzbecken                                 |
| 09106877 Teilobjekt zu: 09105687          | (Lage)                           | Klärbecken | | Klärbecken                                                     |
| 09106878 Teilobjekt zu: 09105687          | ()                               | Bewässerungsgraben | | Bewässerungsgraben                                             |
| 09106879 Teilobjekt zu: 09105687          | (Lage)                           | Rieselparzelle | Rieselparzellen, auch Rieselfeldtafeln bezeichnet. Durch Schieber und Überleitungsgräben geregelt, floss das vorgereinigte Abwasser vom Absetzbecken in die Rieselfeldschläge. Diese bestanden aus je 6 bis 10 Rieseltafeln, die durch Stauwälle abgetrennt wurden. Jede Tafel konnte separat durch Schieber abgesperrt bzw. mit Abwasser beschickt werden. | Rieselparzelle                                                 |
| 09106880 Teilobjekt zu: 09105687          | (Lage)                           | Nachklärteich | | Nachklärteich                                                  |
| 09106360 Teilobjekt zu: 09105687          | ()                               | Bewässerungsgraben & Entwässerungsgraben & Weg & Gehölzbestand | | Bewässerungsgraben & Entwässerungsgraben & Weg & Gehölzbestand |
| 09105311 Wikidata                         | Berliner Straße (Lage)           | Dorfkirche | Die evangelische Dorfkirche wurde von 1818 bis 1820 nach einem Entwurf von Schinkel erbaut. Der Vorgängerbau wurde im Jahre 1760 zerstört. Das Innere ist trotz zahlreicher Renovierungen so erhalten, wie es Schinkel geplant hat. | weitere Bilder                                                 |
| 09105312 Wikidata                         | Berliner Straße (Lage)           | Obelisk zur Erinnerung an die Schlacht bei Großbeeren 1813, auf dem Kirchhof | Der Obelisk mit Fialen wurde 1817 von Schinkel entworfen. | weitere Bilder                                                 |
| 09105917                                  | Theodor-Echtermeyer-Weg 1 (Lage) | Wandmalerei „Integration“, im Institut für Gemüse- und Zierpflanzenbau | Das Institut befindet sich am Theodor-Echtermeyer-Weg 1. | BW                                                             |
| 09105159 Wikidata                         | Am Bahnhof (Lage)                | Bahnhofsempfangsgebäude mit Nebengebäude | | weitere Bilder                                                 |
| 09106598 Teilobjekt zu: 09105159          | Am Bahnhof (Lage)                | Bahnhofsgebäude | Nordseite des Empfangsgebäudes vom Bahnhof Großbeeren mit Bahnsteigseite östliche Richtung. Datierung 1841, Spätklassizismus. | Bahnhofsgebäude                                                |
| 09106599 Teilobjekt zu: 09105159 Wikidata | Am Bahnhof (Lage)                | Toilettenhaus | Das Toilettengebäude befindet sich rechts vom Empfangsgebäude, Ziegelbau mit Satteldach, im Innern mit freigelegtem Gebälk und Oberlicht-Fenstereinsätzen auf der Bahnsteigseite (östliche Gebäudeseite). | weitere Bilder                                                 |
| 09105313 Wikidata                         | B 101, L 40 (Lage)               | Gedenkturm an die Schlacht bei Großbeeren 1813 | Der Gedenkturm wurde zur Hundertjahrfeier der Befreiungsschlacht 1913 errichtet. | weitere Bilder                                                 |
| 09105662                                  | Am Rathaus 1 (Lage)              | Verwaltungsgebäude des Rieselguts | Das Haus wird heute als Rathaus der Gemeinde Großbeeren genutzt. | Verwaltungsgebäude des Rieselguts                              |
| 09105988                                  | Dorfaue 3 (Lage)                 | Beamtenwohnhaus mit Waage und Einfriedung | Wohnhaus massiver Ziegelbau, zweigeschossig, Walmdach, Einfriedung Schmiedeeisen. | Beamtenwohnhaus mit Waage und Einfriedung                      |
| 09105989 Teilobjekt zu: 09105988          | Dorfaue 3 (Lage)                 | Waage | Auf der Ostseite der Dorfaue, auf dem Gelände des Rieselguts, Ziegelbau, Einfriedung Schmiedeeisen. | Waage                                                          |
| 09106238                                  | Dorfaue 8 und 8a (Lage)          | Zwei Gutsarbeiterhäuser mit Wirtschaftsgebäude | Auf der Westseite der Dorfaue. Zwei Gebäude, hintereinander angeordnet. | Zwei Gutsarbeiterhäuser mit Wirtschaftsgebäude                 |
| 09106239 Teilobjekt zu: 09106238          | Dorfaue 8, 8a (Lage)             | Gutsarbeiterhaus | Ziegel gelb, eingeschossig, Satteldach, Datierung 1880/1890. | Gutsarbeiterhaus                                               |
| 09106240 Teilobjekt zu: 09106238          | Dorfaue 8a (Lage)                | Wirtschaftsgebäude | Das Wirtschaftsgebäude befindet sich zwischen den beiden Wohngebäuden. | Wirtschaftsgebäude                                             |
| 09105314 Wikidata                         | Ruhlsdorfer Straße (Lage)        | Bülowpyramide (Feldstein) | Zur Erinnerung an die Schlacht bei Großbeeren. Westlich des Ortszentrums. 1906 aus Findlingen errichtet. Gewidmet, Friedrich Wilhelm Bülow von Dennewitz, General (1755-1816). Die Pyramide trägt eine Gedenktafel mit Bülows Worten. | weitere Bilder                                                 |
| 09105315                                  | Ruhlsdorfer Straße (Lage)        | Ehrenhain der Vereinigung der Verfolgten des Naziregimes (VVN) für 1197 Zwangsarbeiter verschiedener Nationen | | weitere Bilder                                                 |
| 09106486                                  | Ruhlsdorfer Straße 4 (Lage)      | Landarbeiter-Wohnhaus | | Landarbeiter-Wohnhaus                                          |
| 09106483                                  | Teltower Straße 1 (Lage)         | Gemeindeschule | | Gemeindeschule                                                 |

### Kleinbeeren
| ID-Nr.                           | Lage                        | Bezeichnung                                                                      | Beschreibung | Bild                                                                             |
| -------------------------------- | --------------------------- | -------------------------------------------------------------------------------- | --- | -------------------------------------------------------------------------------- |
| 09105316                         | (Lage)                      | Dorfkirche                                                                       | Die evangelische Kirche stammt aus der zweiten Hälfte des 13. Jahrhunderts. Der Turm wurde um 1700 größtenteils neu errichtet. Der Kanzelaltar stammt aus der Zeit um 1700. In der Kirche befinden sich mehrere Grabsteine aus dem 18. und 19. Jahrhundert.                                               | weitere Bilder                                                                   |
| 09105317                         | Altes Forsthaus 1 (Lage)    | Altes Forsthaus                                                                  | | Altes Forsthaus                                                                  |
| 09105317                         | Gut Kleinbeeren 1, 2 (Lage) | Gutsanlage Kleinbeeren, bestehend aus Altem Herrenhaus, Gutsgebäude und Bärentor | Das ehemalige Gutshaus wurde im Renaissancestil um 1600 erbaut und nach jahrzehntelangem Verfall 2015/2016 wiederaufgebaut. | Gutsanlage Kleinbeeren, bestehend aus Altem Herrenhaus, Gutsgebäude und Bärentor |
| 09106461 Teilobjekt zu: 09105317 | Gut Kleinbeeren 2 (Lage)    | Inspektorenhaus                                                                  | Teil der Gutsanlage Kleinbeeren. Das Haus befindet sich östlich des Herrenhauses. Es ist ein massives zweigeschossiges Haus mit einem Krüppelwalmdach. Toranlage/Bärentor 1890/95: Die naturalistisch gestalteten Bärenfiguren erinnern an den Erwerb der Gutsanlage durch die Stadt Berlin im Jahr 1890. | Inspektorenhaus                                                                  |

## Ehemalige Baudenkmale
| ID-Nr. | Lage                          | Bezeichnung | Beschreibung                                                    | Bild |
| ------ | ----------------------------- | ----------- | --------------------------------------------------------------- | ---- |
|        | Großbeeren, Dorfaue 20 (Lage) | Wohnhaus    | Nach politischem Disput wurde das Haus im März 2010 abgerissen. | BW   |